# Жеребковичский сельсовет
Жеребковичский сельсовет — административная единица на территории Ляховичского района Брестской области Белоруссии. В 2013 году в состав сельсовета вошли населённые пункты упразднённого Подлесского сельсовета.

## Состав
Жеребковичский сельсовет включает 17 населённых пунктов:
- Волосачи — деревня.
- Гуличи — деревня.
- Домаши — деревня.
- Жеребковичи — агрогородок.
- Зарытово — деревня.
- Зубелевичи — деревня.
- Конюхи — деревня.
- Пирштуки — деревня.
- Подлесье — деревня.
- Потаповичи — деревня.
- Ромашки — деревня.
- Свистковщина — деревня.
- Своятичи — деревня.
- Трабовичи — деревня.
- Улазовичи — деревня.
- Шевели — деревня.
- Яцковщина — деревня.

Упразднённые населённые пункты на территории сельсовета:
- Острейки — деревня.